# Enpartiregering
Enpartiregering är en regering bestående av ett enda politiskt parti, vilket i länder med majoritetsvalssystem är det normala.
Sverige hade 1994–2006 en socialdemokratisk enpartiregering (Regeringen Carlsson III och Regeringen Persson). Den var en minoritetsregering (utan en egen majoritet i riksdagen). Femton år senare fick Sverige återigen en enpartiregering med enbart socialdemokrater (Regeringen Andersson).